# Szerémy Zoltán
Középgéczi Szerémy Zoltán (Nógrádmegyer, 1861. december 14. – Budapest, 1934. október 31.) magyar színész. Szerémy Gizella testvére, Kacskovics Lajos unokája.

## Élete
Apja Szerémy Gábor Nógrád megyei központi főszolgabíró volt, édesanyja daruvári Kacskovics Gizella. Összesen hatan voltak testvérek. A pesti Pázmány egyetemen végzett befejezetlen jogi tanulmányai után 1889-ben diplomázott a Színiakadémián. 1889 és 1891 között Kassán működött, majd 1891–ben Kolozsvárra került, 1896-ban a Vígszínházhoz szerződött, ahol 34 évig játszott. Közben 1903–tól 1921-ig némafilmekben is feltűnt. 1907-től színészmesterséget is tanított, 1912-ben pedig vendégszerepelt a Városligeti Színkörben. 1930-ban vonult nyugdíjba. Kitalálója, alapítója volt a Fehér Hollók Társaságának.
Szerémy Zoltán Károly a Nógrád megyei Középgéczen született, azonban Nógrádmegyerben anyakönyvezték 1861. december 14-én. Hat éves koráig szülei a megyeri, a géci és a szécsénykovácsi birtokaikon gazdálkodtak. Az édesapa, Szerémy Gábor 1868 körül elveszítette birtokai egy részét, és úgy döntött, hogy hivatalnokként a megye szolgálatába áll. Így került a család később Balassagyarmatra, ahol a családfő először számvevőként, majd főszolgabíróként tevékenykedett, mely tisztes pozíciót Mikszáth Kálmán apósától, Mauks Mátyástól vette át. Zoltán anyai nagyapja, daruvári Kacskovich Lajos ügyvéd, majd országgyűlési tudósító, Brunszvik Teréz grófnő jobbkeze a kisdedóvás népszerűsítésében, szervezésében, Pest város főjegyzője, az MTA levelező tagja, országgyűlési képviselő 1848-ban. A szabadságharcban betöltött szerepe miatt évekig bujdosnia kellett. 1865-től mint Nógrád vármegyei királyi törvényszéki bíró tevékenykedett és Gyarmaton élt. A Kacskovich-műveltség, a palóctáji hagyományok elegendő élményt nyújtottak ahhoz a kis Zoltánnak, hogy a későbbiekben a színházi szakmában is meríthessen gyermekkora tapasztalásaiból.
A balassagyarmati elemi tanulmányok után a jezsuita irányítás alatt álló nagyszombati érseki konviktusban folytatta tanulmányait. A gyarmati színkörben nézőként szerzett élményeit immár a konviktusi színházi nevelés is gazdagította, érlelte talentumát. Nemcsak színházat szeretővé, hanem színházat művelővé is nevelték őt a nagyszombati műkedvelő előadások. A középiskolai tanulmányok után apai nyomásra folytatta a családi hagyományt, és beiratkozott a jogi egyetemre. Még a második tanévet is elkezdte, de többet járt a pesti szórakozóhelyekre, mint az egyetem padjai közé. A kínkeserves, ráerőltetett pesti jogi tanulmányok után egy kis időre visszavonult a csalódott, megfutamodását rosszalló szülők oltalma alá. Vágyakozva gondolt húga, az akkor tizenéves Szerémy Gizella pályaválasztására, aki ekkoriban főszolgabíró édesapjuk engedelmével Pesten tanult színésznőnek a Színészeti Tanodában. A színészeti tanulmányokhoz túlkoros, de mégis azután áhítozó Szerémy Zoltánt egy Adria Biztosítós főtisztviselő beprotezsálta a biztosító elnökénél, báró Podmaniczky Frigyesnél. A bárónak, több színház intendánsaként, szava volt a tanodai felvételinél is. 1885-ben Szerémy Zoltán balassagyarmati jogászsegédből színészeti tanodás lett. Gizella húga után egy évvel, 1889-ben kapta kézhez a színészmesterségben jártasságát tanúsító oklevelét.
Rövid időre a kassai színházhoz szerződött, majd anyagi problémái és hitelezői elől testvéréhez, az akkor Kolozsváron szereplő Gizellához menekült. Így lett egy nagyszerű társulatnak a tagja, ahol együtt játszott többek közt Hegedűs Gyulával, Gál Gyulával, Beregi Oszkárral, Delli Elmával. Ez volt az a híres színészgárda, amely 1896-ban a kolozsvári direktor, Ditrói Mór irányításával, induló társulata lett az 1896-ban ezeréves évfordulóját ünneplő Magyarország új, pesti magánszínházának, a Vígszínháznak. A színház avatóelőadására 1896. május 1-én került sor. Szerémy Zoltán így lett a Vígszínház első társulatának tagja, és hűségesen szolgálta színházát nyugdíjba vonulásáig, 68 éves koráig. A színész pályafutásának 40. évfordulóján a Magyar Telefonhírmondó és Rádió Részvénytársaság rádiós műsorban köszöntötte őt. A műsorban közreműködtek az akkori színházi élet nagyjai: Hegedűs Gyula, Pethes Sándor és Varsányi Irén.
A „ravasz palóc”, ahogyan kollégái nevezték, a ma is működő színész-társaság, a Fehér Hollók kitalálója, elindítója volt 1923-ban. A Fehér Hollók 2003-ban ünnepelték fennállásuk 80. évfordulóját. Az egyesület tagjai közé tartozó művészek a mai napig megemlékeznek társaságuk megálmodójáról, és arról, hogyan bírta rá Szerémy pályatársait az első színészkirándulásra. Mindig a társaság motorja volt finom, ámde csipkelődő humorával. Hat évig, 1929-ig, egészsége megromlásáig volt tevékeny részese a Hollók rendezvényeinek.
A XX. századi magyar irodalom több jeles képviselője méltatta Szerémy Zoltán művészetét. Bródy Sándor írta: „…ez az egyetlen színész, akitől nem hallottam gixert”. Molnár Ferenc tollából származik a következő sor: „egyike azoknak, akiknek isteni teljességben adatott meg a színészi zseni”. Az elismert epizodista színészpedagógus is volt, Molnár Ferenc így méltatta tanítói tevékenységét : „Ennél a Szerémy Zoltánnál dúsabb adakozó és nagyobb tanítómester kevés járkált még e hazában a színházak körül.” Színházi, tanítói tevékenysége mellett tanúja és alkotója lehetett a magyar filmművészet kialakulásának. Az 1900-as évektől kezdődően tizenhárom némafilmben játszott. 1916-ban forgatták Jókai Mór Mire megvénülünk című művéből készült filmet, melyben Szerémy Zoltán Topándyt alakítja. Az erősen sérült kópiára 1989-ben bukkantak rá, majd restaurálták. 2006-tól különböző filmfesztiválokon vetítik, így hozzáférhetővé vált az érdeklődők számára.
Az „alagi érsek” szerette a társasági életet. Így talált rá színész barátaival az alagi lóversenypályák nyújtotta élvezetekre. Hegedűs Gyulával és sok más kollégájával nagy összegeket szórt el a versenypályákon fogadásaival. A lóverseny szenvedélyévé vált, megrögzött agglegényként bátran hódolt e szórakozásának. Ám nemcsak a lóversenyek vonzották Alagra. Id. Mravik Pál galopptrénerhez és annak családjához fűződő barátsága révén – a kezdeti vakációzásokon, vadászatokon túl – még több időt kívánt tölteni a településen. Az első világháború első évében kiköltözött Alagra, a Mravik-villába. Vele tartott édesanyja Szerémy Gáborné, testvére, Szerémy Gizella férjével Liptay Károly hírlapíróval, és kettejük kislánya Liptay Paula. A világháború idején Alag egy nyugalmas sziget volt Szerémy számára. „Bizony jó világ volt valamikor Alagon!” – írja visszaemlékezésében. Pejacsevich Albert grófi tréner és a Kleisznerek egy „üdülő oázist” hoztak itt létre. A bohém művész jól érezte magát a helységben, szép szavakkal beszélt a „kedves, nyájas, fenyőillatos” Alagról. Nem bánta, hogy odalett a vígszínházi gázsi a lóversenyfogadásokon, mert kedves barátokat szerzett épp a turf emberei közül. Alag határaiban a helyi vadásztársaság nyúl- és fogolyvadászatain szívesen ragadott puskát, így egy kevésbé költséges sportnak is hódolt a Vígszínház számos művészének társaságában. Fájó emlékei is fűződnek Alaghoz, mert a háború első évében a család itt veszítette el a kis Liptay-lányt. A háború után, 1919-ben pedig a színésztestvérpár édesanyja, Szerémy Gáborné, született Kacskovich Gizella hunyt el. Az alagi temető lett szerettei nyughelye.
Szerémy Zoltán színművész Budapesten halt meg, de földi maradványait testvére, Gizella a szeretett Alagon helyeztette végső nyugalomra. Ekkor már csak az egykori színésznő élt a családból, aki kislánya, édesanyja, férje után elveszítette testvérbátyját is. Két év múlva, 1936-ban Gizella követte Thália palóc szolgáját az alagi temetőbe.
Ha a géciek, megyeriek, balassagyarmatiak, alagiak el is felejtették Szerémyt, a színháztörténet nem feledkezett el a tehetséges palóc komédiásról. Ocskay brigadéros palóca, a Mire megvénülünk Topándy-ja, színészpedagógiai tevékenysége, és a színháztörténet számára felbecsülhetetlen adatokkal szolgáló írásos munkája, az Emlékeim a régi jó időkből, nem hagyja őt feledésbe merülni. Utóbbi memoárkötet hozzáférhető, kellemes, élvezetes olvasmány, melyben élete történetén kívül a korabeli színházi élet eseményeiről, jeles képviselőiről is megemlékezik. Levelezései híres kortársaival szintén színháztörténeti jelentőségűek.
A gyermek Szerémy Zoltán szíve Balassagyarmaté volt, a fiatal és az érett művészé pedig Alagé. Az első világháború után egy ideig javarészt a fővárosban élt, de betegsége, nyugdíjazása után visszatért Alagra, a Mravik-villába. 1929-ben a Budapesti Színészek Szövetsége gondozásában megjelent memoárkötete. 1934 júniusában a Magyar Világhíradó adása arról tudósította a mozinézőket, hogy „Szerémy Zoltán, a Vígszínház jeles művésze visszavonultan él alagi villájában”. A nagy magyar epizodista 1934. október 31-én halt meg, miután agyvérzést kapott a Vígszínház öltözőjében. Húga,Gizella szállíttatta holttestét Budapestről Dunakeszi- Alagra. 

## Fontosabb szerepei
- Molnár Ferenc: Az ördög - László
- Bródy Sándor: A tanítónő - Nagy István
- Heltai Jenő: A naftalin - Házmester
- Molnár Ferenc: Liliom - Ficsúr
- Szép Ernő: Vőlegény - Fater
- Csehov: Cseresznyéskert - Firsz
- Herczeg Ferenc: Ocskay brigadéros - Palóc

## Filmszerepei
- A tánc (1901) Április 30-án vetítették le az Uránia Tudományos Színház előadásának illusztrációjaként.  A forgatókönyvíró Pekár Gyula az 1896. évi párizsi világkiállítás hasonló előadását vette mintául, az operatőr és rendező: Zsitkovszky Béla, zene: Kern Aurél. A korban rendkívül hosszúnak számító, 500 méter hosszú film nem maradt fenn, csak a sajtóban megjelent képeket ismerjük.
- A tata mint dada (1912) rendező: Góth Sándor, Operatőr: M. Simone Producer: Faludi Miklós, Erényi Béla Gyártó cég: Hunnia Biográf Forgalmazó: Kárpátia Bemutató: 1912. október 21. Orient Mozi Szereplők: Nagyságos úr: Szerémy Zoltán

- Mire megvénülünk (1916)
- Skorpió (1918
- Rang és mód (1918)
- Sappho (1920)
- Masamód (1920)
- Egy dollár (1923)
- Az egyhúszasos lány (1923)

## Könyve
- Emlékeim a régi jó időkből (Színészek Szövetsége. Budapest, 1929)

## Emlékezete
- Alagon emléktáblát állítottak neki 1998-ban.